# بوتسولو فورميجارو
بوتسولو فورميجارو (بالإيطالية: Pozzolo Formigaro)‏ هي بلدية في مقاطعة ألساندريا في إقليم بييمونتي في إيطاليا.

## السكان
في سنة 1861 بلغ عدد السكان 4٬165 نسمة، وتطور العدد ليصل في سنة 2011 لـ 4٬910 نسمة.
يظهر هذا المخطط البياني تطور النمو السكاني لـ بوتسولو فورميجارو